# Associazione nazionale d'assistenza alle frontiere per gli stranieri
L'associazione nazionale d'assistenza alle frontiere per gli stranieri (Anafé, dal francese acronimo di Association nationale d'assistance aux frontières pour les étrangers) è un'associazione indipendente costituita nel 1989 da alcune associazioni (ACAT France, Amnesty International, La Ligue des Droits de l’Homme, Gisti, la Cimade ecc.) e da alcuni sindacati (CFDT Air France, Syndicat des avocats de France, Syndicat de la magistrature ecc.) con l’obiettivo di aiutare gli stranieri non ammessi sul territorio francese, richiedenti asilo o no, e di verificare il rispetto delle garanzie previste dalla legge.
Intervenendo nelle cosiddette “zone di attesa” (dal francese zones d’attente), luoghi di privazione della libertà situati nelle zone di transito in prossimità di porti, aeroporti e stazioni di collegamento internazionale, l’Anafé si avvale delle competenze acquisite in materia del diritto degli stranieri.
A partire dalla fine del 2017, l’Anafé è presente alle frontiere interne francesi, in primo luogo alla frontiera franco-italiana. Nel 2019, l’associazione denuncia alcune violazioni che sarebbero state commesse dalla polizia di frontiera a danno dei migranti, in particolare alla frontiera franco-italiana e a quella franco-spagnola.
Il 10 dicembre 2019 l’Anafé ha ricevuto una menzione speciale dalla giuria della Commission nationale consultative des droits de l’Homme (CNCDH) per le sue azioni ed il suo impegno a favore della fratellanza.
A partire dalla metà degli anni ’80, gli Stati membri dell’Unione Europea hanno deciso di rinforzare i controlli alle frontiere e approvato condizioni più restrittive di accesso al territorio europeo (uso generalizzato delle politiche dei visti, sanzioni imposte alle compagnie di trasporto, creazione dell’agenzia Frontex ecc.). Queste misure si iscrivono nel quadro di una politica di controllo dei flussi migratori sempre più rigida.
In Francia, le conseguenze più ovvie di questo inasprimento sono state osservate alle frontiere aeree, terrestri e marittime. Gli stranieri non ammessi dalle autorità a entrare nel territorio sono tenuti in aeroporti, stazioni o porti internazionali. La cosiddetta legge "Quilès" del 1992 specifica il loro status.
Testimoni a più riprese di situazioni di violazioni di diritti, alcuni membri di organizzazioni professionali e di sindacati (del personale di terra o di volo) hanno preso contatti, nel corso del 1988, con organizzazioni di difesa dei diritti umani con l’obiettivo di scambiarsi queste informazioni e di organizzare delle azioni comuni. Quindi, nel 1989, nasce l’Associazione Nazionale di Assistenza alle Frontiere per gli Stranieri (Anafé), inizialmente sotto forma di gruppo, “le collectif aéroport”, e in seguito sotto forma di associazione.
Sia in passato sia ai giorni nostri, ogni anno migliaia di stranieri vedono rifiutarsi l’accesso al territorio francese e sono trattenuti in queste zone di attesa per più giorni o persino più settimane (fino a 26 giorni), in condizioni spesso difficili. L’associazione opera nel campo della difesa dei diritti di queste persone trattenute alle frontiere che siano in situazione di non-ammissione o richiedenti asilo alla frontiera. Alla luce dell’attualità delle frontiere interne, il francese terrestre, l'associazione sceglie di mobilitarsi sempre di più sui confini terrestri.
L’associazione è amministrata da un consiglio di amministrazione composto da un/una presidente, un/una tesoriere, da persone fisiche (dal 2012) e da persone giuridiche come altre associazioni. Nel 2019, l’associazione era composta da 53 membri tra organizzazioni e persone fisiche.
Oltre che del lavoro di personale dipendente, l’Anafé si avvale, in particolar modo per l’assistenza giuridica degli stranieri in zona di attesa, del lavoro di un’équipe di volontari e di visitatori.
Dal 2004 l’Anafé beneficia di una convenzione con il governo che le permette di far entrare nelle zone di attesa un numero limitato di persone rispettando alcune condizioni. In particolare, l’Anafé è presente in modo regolare nei locali della ZAPI (in francese Zone d’Attente pour Personnes en Instance) 3 dell’aeroporto di Roissy-Charles de Gaulle..

## Anafé nella zona di attesa
L’Anafé, oltre all’aspetto operativo condotto “sul campo” all’interno di queste zone di attesa, si schiera anche su un piano politico per il rispetto dei diritti e della dignità delle persone trattenute alla frontiera all’interno di questi luoghi di privazione della libertà. L’Anafé si adopera anche per una revisione di atti e pratiche amministrative e redige rapporti di osservazione sulla base dei rilievi effettuati nelle zone di attesa. Dopo la costituzione dell’associazione, la legislazione che regola il suo ambito di intervento, ha subito molti cambiamenti:
- Nel 1992 con la legge “Quilès”[10] che regola, dal punto di vista giuridico, la permanenza degli stranieri in queste zone di attesa. Da allora, l’Anafé denuncia le violazioni dei diritti che constata direttamente.
- Nel 1995 con il decreto del 2 maggio 1995 per quanto riguarda l’accesso delle associazioni nelle zone di attesa[11]).

L’accesso delle associazioni nelle zone di attesa è una delle rivendicazioni chiave che l’Anafé porta avanti fin dalla sua costituzione nel 1989. Il diritto di accesso nelle zone di attesa permette di incontrare le persone che vi sono trattenute e di testimoniare sulle condizioni di privazione della libertà, sullo svolgimento delle pratiche amministrative e su eventuali disfunzioni. Le visite delle zone di attesa permettono inoltre di dialogare con i rappresentanti dei servizi ivi presenti come la polizia di frontiera (PAF), l’ufficio francese di protezione dei rifugiati e degli apolidi (OFPRA), la Croce Rossa francese (Croix-Rouge française), l’ufficio francese dell’Immigrazione e dell’Integrazione (OFII), il servizio medico ecc.
Un ulteriore passo è stato compiuto dopo la pubblicazione del decreto del 2 maggio 1995 che definisce le condizioni di accesso del delegato dell’Alto Commissariato delle Nazioni Unite per i Rifugiati e di alcune associazioni umanitarie, ai sensi degli articoli R. 223-1 e seguenti del Codice francese di ingresso e soggiorno degli stranieri e del diritto d’asilo (Code de l’entrée et du séjour des étrangers et du droit d’asile-).Il numero delle associazioni autorizzate a proporre dei rappresentanti con l’obiettivo di accedere nella zona di attesa è stato per molto tempo limitato ad otto. Inoltre, il decreto limitava pesantemente queste visite; oggi, dopo un lungo contenzioso, le autorizzazioni sono più numerose e le condizioni per le visite sono meno severe. le autorizzazioni sono più numerose e le condizioni per le visite sono meno severe. Ogni associazione può far autorizzare delle persone fisiche alle visite. Il Ministero rilascia una carta-visitatore nominativa e valida per tre anni. Nel corso dell’anno, l’Anafé e le sue associazioni-membri effettuano visite in aerostazioni ed in zone di attesa, durante le quali possono assicurarsi delle condizioni materiali di detenzione e del rispetto della normativa applicabile.
-Il diritto di accesso permanente dell’Anafé in zona d’attesa dell’aeroporto di Roissy-Charles de Gaulle nel 2004, attraverso una convenzione a titolo gratuito firmata con il ministero degli Interni, di durata triennale, poi rinnovata nel 2007, il ricorso con effetto sospensivo per i richiedenti asilo.
- Dopo il contenzioso Gebremedhin contro la Francia davanti alla Corte Europea dei Diritti dell’Uomo, a seguito di una battaglia giuridica condotta dall’Anafé, i richiedenti asilo alla frontiera hanno la possibilità di presentare un ricorso ad hoc con effetti sospensivi davanti al tribunale amministrativo di Parigi. Tale ricorso deve necessariamente essere presentato entro quarantott’ore, essere redatto in lingua francese con argomentazioni in fatto ed in diritto. L’Anafé ritiene comunque che la redazione di questo ricorso sia molto difficile per uno straniero che si trovi nelle zone di attesa, in condizioni di privazione della propria libertà.
Per essere il più possibile presente sul campo, l’associazione si appoggia su un gruppo di volontari militanti che si recano nelle zone di attesa degli aeroporti, in particolar modo nella ZAPI 3 dell’aeroporto di Roissy-Charles de Gaulle oppure assicurano una permanenza telefonica settimanale. La permanenza telefonica permette di garantire un’assistenza alle persone che si trovano anche in altre zone di attesa e di coadiuvare la permanenza fisica a Roissy-Charles de Gaulle.
Inoltre, l’associazione partecipa, in veste di osservatore, a numerose udienze al fine di analizzare l’evoluzione della giurisprudenza relativa alla zona di attesa. Infine, l’Anafé è autorizzata ad assistere anche ai colloqui che i richiedenti asilo hanno con l’OFPRA, ossia l’Ufficio Francese di Protezione dei Rifugiati e degli Apolidi, e segue la situazione delle persone che respinte o rimpatriate o in stato di fermo loro dopo il periodo di permanenza nelle zone di attesa.

## Anafé alle frontiere interne dell'area Schengen
Dal 2018, nel contesto del ripristino dei controlli alle frontiere interne dello spazio Schengen iniziato, nel novembre del 2015, dal governo di François Hollande, Anafé è intervenuta anche alle frontiere interne dello spazio Schengen - e in particolare alla frontiera franco-italiana. Funziona per garantire il rispetto dei diritti fondamentali delle persone esiliate e che la Francia applichi i suoi impegni nazionali, europei e internazionali nella protezione delle persone vulnerabili.

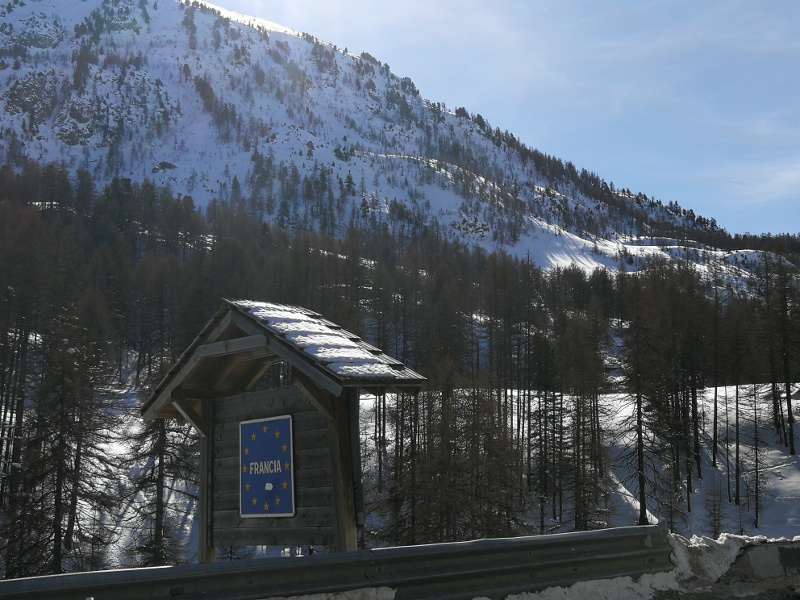
Confine franco-italiano vicino alla località di Montgenèvre nel dipartimento delle Hautes-Alpes.

Lo scenario è quello di persone che rischiano la vita pur di raggiungere il territorio francese, in particolar modo per la difficoltà di oltrepassare le zone montagnose. Molte associazioni, tra cui l’Anafé, sostengono che la Polizia di frontiera (PAF) praticherebbe illegalmente dei respingimenti immediati degli stranieri verso l’Italia senza esaminare la situazione di ogni persona, in violazione della legge francese che prevede la possibilità di chiedere l’asilo alla frontiera. Inoltre, come alcuni parlamentari hanno constatato, la polizia terrebbe in stato di fermo le persone interrogate in condizioni materiali difficili. Di recente, l'ONG Human Rights Watch ha pubblicato un rapporto in cui denuncia la mancanza di protezione ai minori non accompagnati. La polizia ha negato le sue accuse.
Il Controllore Generale dei Luoghi di Privazione della Libertà (CGLPL) e la Commissione nazionale consultiva dei diritti dell’uomo (CNCDH) si sono anch’essi espressi in molti rapporti sulle violazioni dei diritti constatati alla frontiera franco-italiana. Nel febbraio 2019, l’Anafé ha redatto e pubblicato il rapporto “Persona non grata. Conseguenze delle politiche di sicurezza e migratorie alla frontiera franco-italiana”, risultato del lavoro di osservazione e di raccolta di testimonianze svolto tra il 2017 e il 2018.
L’associazione è presente alla frontiera detta “bassa” nei pressi di Mentone, in particolare nella valle del Roya ed alla frontiera detta “alta” nel Brianzonese (Briançonnais). L’Anafé partecipa ad azioni di osservazione, eventi militanti e porta avanti dei contenziosi al fine di far cessare le violazioni dei diritti subite da persone in esilio. Inoltre, difende le persone che sono perseguite per le loro azioni di “aiuto all’ingresso sul territorio nazionale di stranieri in situazione irregolare”, in particolar modo in “gruppi organizzati”.
Nel 2019, l’associazione inizia una campagna di osservazioni alla frontiera spagnola, per l’importanza che quest’ultima ricopre nella geografia dei percorsi migratori e per le denunce di violazioni dei diritti presentate da più ONG tra cui Medici Senza Frontiere.

## Attuale patrocinio dell'associazione
Le cause attuali portate avanti dall’Anafé sono direttamente legate alle azioni e alle osservazioni sul campo. L’Anafé prende posizione contro la detenzione delle persone in difficoltà sia alle frontiere sia nelle zone di attesa e, in primo luogo, si oppone alla detenzione dei minori. A tale titolo, l’associazione partecipa alla campagna contro la detenzione amministrativa dei bambini stranieri in Francia, iniziata dall’UNICEF nella primavera del 2019. Inoltre, l’Anafé lotta anche per bloccare l’utilizzo dei test ossei effettuati dall’amministrazione per verificare la minore età delle persone. Oltre al fatto che questi test rappresentano un oltraggio alla dignità, questa pratica non è affidabile da un punto di vista medico.
Con 21 altre associazioni, l’Anafé domanda al ministro degli Interni Christophe Castaner un cambiamento della politica di reclusione degli stranieri in Francia. L’Anafé chiede la permanenza in zona di attesa di avvocati ai quali non vuole sostituirsi. Infine, si batte per il diritto a un ricorso con effetto sospensivo ed effettivo da accordare a tutte le persone trattenute e per un accesso al giudice garantito a tutti.
Nel 2017, a seguito all’apertura di una sezione del tribunale di grande istanza di Bobigny in prossimità delle piste dell’aeroporto di Roissy-Charles de Gaulle, l’Anafé ed altre associazioni conducono una battaglia mediatica e giuridica contro questa decisione. Le associazioni in causa hanno tuttavia perso davanti alla Corte di Cassazione con sentenza dell’11 luglio 2018 per cui restano delocalizzate a Roissy le udienze del giudice delle libertà e della detenzione (JLD) per gli stranieri presenti in zone di attesa.
Infine, l’associazione porta il proprio sostegno alle persone accusate di aver facilitato l’ingresso degli stranieri in situazione irregolare. Diversi membri dell’associazione sono stati interessati da questi procedimenti, come Martine Landry a Nizza, militante di Amnesty international e dell’Anafé.

## Lavoro inter-associativo
L’Anafé è membro fondatore del gruppo di militanti e di ricercatori euro-africani Migreurop, che si è costituito in associazione nel 2005. L’obiettivo di questa associazione è di identificare, far conoscere e denunciare i dispositivi di emarginazione delle persone migranti messi in atto dall’Unione Europea. L’Anafé è anche membro fondatore dell’Osservatorio della Reclusione degli Stranieri (Observatoire de l’Enfermement des Etrangers). È inoltre membro del comitato d’animazione dei Délinquants Solidaires editore di una guida per i militanti impegnati nell’aiuto alle persone migranti. L’Anafé partecipa anche agli Etats Généraux des Migrations ed ai movimenti Sursaut Citoyen, Des Ponts Pas Des Murs, Stop l’état d’Urgence. Gli Etats Généraux des Migrations, raggruppando diverse centinaia di associazioni che intervengono su questa tematica, hanno presentato 12 proposte ai candidati alle elezioni europee.